# Figlie del Divin Salvatore (El Salvador)
Le Figlie del Divin Salvatore (in spagnolo Hijas del Divino Salvador) sono un istituto religioso femminile di diritto pontificio: le suore di questa congregazione pospongono al loro nome la sigla H.D.S.

## Storia
La congregazione fu fondata il 24 dicembre 1956 a Santo Domingo dal salesiano Pedro Arnoldo Aparicio y Quintanilla, vescovo di San Vicente.
La direzione dell'istituto fu inizialmente affidata a una suora della congregazione delle Figlie di Maria Ausiliatrice; la prima approvazione diocesana giunse il 18 gennaio 1964 e nel 1972 la congregazione per i Religiosi concesse il nulla osta per l'erezione della compagnia in congregazione di diritto diocesano.

## Attività e diffusione
Le religiose si dedicano all'istruzione e all'educazione cristiana della gioventù e al lavoro nelle parrocchie.
Oltre che in El Salvador, le suore sono presenti in Argentina, in Bolivia, in Guatemala, in Italia, a Panama e in Venezuela; la sede generalizia è a San Vicente.
Alla fine del 2011 la congregazione contava 181 religiose in 23 case.